# Crotalaria lancifoliolata
Crotalaria lancifoliolata är en ärtväxtart som beskrevs av Antonio Rocha da Torre. Crotalaria lancifoliolata ingår i släktet sunnhampor, och familjen ärtväxter. Inga underarter finns listade i Catalogue of Life.